# Mahā Sajai
Mahā Sajai  (槃羅茶遂 ) ou en vietnamien Bàn La Trà Toại est un souverain vassal du royaume du Champa réduit au Panduranga qui règne de 1471 à 1474.

## Contexte
Après la défaite et la mort du roi   P'an-Lo T'ou-Ts'iuan ou Bàn La Trà Toàn , la ligne de montagnes qui sépare les actuelles provinces  de Phú Yên et de Khánh Hòa devient la nouvelle frontière. 
Le territoire de l'Amaravati cédé en 1402 mais repris dès 1407 ainsi que celui de Vijaya deviennent des provinces annamites. Le Champa se réduit désormais à Khauthara et au Panduranga. Les territoires annexés par les vietnamiens sont divisés en trois districts Chiêm-Thành ou Dain Chiem, Hòa Anh et Nan Bàn qui sont ensuite rassemblés dans la province de Quảng Nam. Un frère du défunt souverain nommé  Mahā Sajai se  fait reconnaitre en 1472 par l'empereur de Chine Ming Xianzong qui lui envoie une délégation menée par un fonctionnaire, Ch'en Chun, et lui confirme son titre royal toutefois en 1474 un nouveau conflit éclate avec le Dai Viet Lê Thánh Tông envoie une troupe au Panduranga et Mahā Sajai est exécuté. Pendant ce temps un général Cham nommé  Bô Tri Tri rassemble les débris de l'armée vaincue et se réfugie dans le Panduranga. Il se proclame roi et envoie des ambassadeurs pour prêter le serment de vassalité et verser le tribut à Lê Thánh Tông qui l'accepte. Il gouverne jusqu'à sa mort en 1478